# Serrat de la Creu (Sant Vicenç de Castellet)
El Serrat de la Creu  és una serra situada al municipi de Sant Vicenç de Castellet (Bages), amb una elevació màxima de 491,8 metres.